# سیارک ۴۱۱
سیارک ۴۱۱ (به انگلیسی: 411 Xanthe، نامگذاری:1896CJ) چهارصد و یازدهمین سیارک کشف شده‌است که در ۷ ژانویه ۱۸۹۶ و در نیس کشف شد.
قدر مطلق سیارک برابر ۸٫۹۰ است.